# 1005
1005 (MV) var ett normalår som började en måndag i den julianska kalendern.

## Händelser

### Mars
- 25 mars – När Kenneth III stupar i slaget vid Monzievaird efterträds han som kung av Skottland av sin släkting Malkolm II. Med hårda nypor gör denne slut på allt motstånd mot honom som kung och därmed upphör de stridigheter om den skotska kungamakten, som har varat till och från sedan ätten MacAlpin uppsteg på tronen 843. Malkolm får dock inga egna söner, varför han lyckas utverka, att hans dotterson Duncan ska bli hans efterträdare på tronen.

### Okänt datum
- Danskarnas räder in i södra England fortsätter.[1]
- Pommern revolterar mot kyrkan.
- Schaffhausen startar egen mynttillverkning.

## Födda
- Benedictus IX, född Teophylactus, påve 1032–1044, 1045 och 1047–1048 (född detta år eller 1012)
- Clemens II, född Suidger av Morsleben och Hornburg, påve 1046–1047
- Macbeth, kung av Skottland 1040–1057 (född omkring detta år)

## Avlidna
- 25 mars – Kenneth III, kung av Skottland sedan 997 (stupad i slaget vid Monzievaird)

### Fotnoter
1. ↑  Palmer, Alan & Veronica (1992). The Chronology of British History. London: Century Ltd. sid. 47–48. ISBN 0-7126-5616-2